# Stagno di Stani Saliu
Lo stagno di Staini Saliu è una zona umida situata nella Sardegna meridionale in territorio del comune di Serdiana.

Nei periodi primaverile ed autunnale lo stagno è interessato dalla presenza di diverse specie di uccelli tra i quali anatidi, trampolieri, cavalieri d'Italia, gabbiani, avocette, garzette e fenicotteri rosa.